# شيرلي موردوك
شيرلي موردوك (بالإنجليزية: Shirley Murdock)‏ هي مغنية أمريكية، ولدت في 22 مايو 1957 في توليدو في الولايات المتحدة.

## وصلات خارجية
- شيرلي موردوك على موقع IMDb (الإنجليزية)
- شيرلي موردوك على موقع ميوزك برينز (الإنجليزية)
- شيرلي موردوك على موقع ديسكوغز (الإنجليزية)
- شيرلي موردوك على موقع قاعدة بيانات الفيلم (الإنجليزية)